# Delfinarium

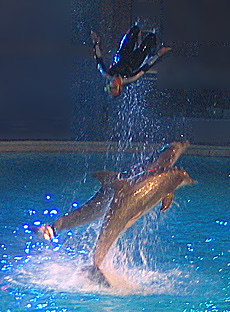
Delfinarium w Kolmården Zoo, Szwecja

Delfinarium – zbiornik wodny przeznaczony do hodowli, tresury i pokazów wytresowanych delfinów, a czasem innych waleni. W pierwotnym znaczeniu delfinarium to akwarium dla delfinów. W szerszym znaczeniu delfinarium nazywany jest cały obiekt, w którym znajduje się zasadniczy zbiornik, jego zaplecze techniczne oraz miejsca przeznaczone dla zwiedzających. Delfinarium jest szczególnym rodzajem oceanarium.
Pierwsze delfinarium udostępnione publiczności powstało w 1938 w hrabstwie Saint Augustine (obecnie nazywa się Marineland of Florida).
Na początku XXI wieku w Polsce pojawiły się plany budowy delfinarium w Tarnowskich Górach dla potrzeb Górnośląskiego Centrum Delfinoterapii. Inwestycja nie została rozpoczęta z przyczyn finansowych.
W ramach projektu Błękitna Wioska planowana jest budowa morświnarium – ośrodka badań i ekspozycji edukacyjnej morświnów bałtyckich na potrzeby ochrony gatunkowej – na Mierzei Helskiej. Projekt został skierowany do konsultacji społecznych.
Delfinaria na całym świecie są obiektem krytyki organizacji walczących o prawa zwierząt.